# Igreja de São Donato (Bagnoregio)
A igreja de São Donato (em italiano:  Chiesa di San Donato) é um edifício de culto em Civita, uma fração da comuna de Bagnoregio, no Lácio, e está localizada em frente ao antigo palácio comunal de Civita, na Piazza San Donato, historicamente o centro do sistema de planejamento urbano da vila.

## História
Segundo a tradição, a igreja de São Donato data do século V. Antiga catedral da diocese de Bagnoregio desde o ano 600, a igreja mantém vestígios de uma estrutura românica inicial apesar das remodelações e transformações sofridas ao longo do tempo.
Em 1511, projetado pelo arquiteto Nicola Matteucci de Caprarola, a parede oriental, os dois coros, a cripta e o altar-mor foram demolidos, sendo substituídos pelo atual presbitério e pelo novo coro. Paralelamente, foi remodelada a fachada, que assumiu um aspecto renascentista, depois enriquecida com o portal central em 1524 e os dois laterais em 1547.
Em 1695, um terremoto causou graves danos à catedral e, em virtude do breve Super Universas do Papa Inocêncio XII de 20 de fevereiro de 1699, a sede da diocese foi transferida para a cidade vizinha de Bagnoregio, onde ficava a igreja colegiada de São Nicolau. erigida como uma nova catedral diocesana.

## Descrição

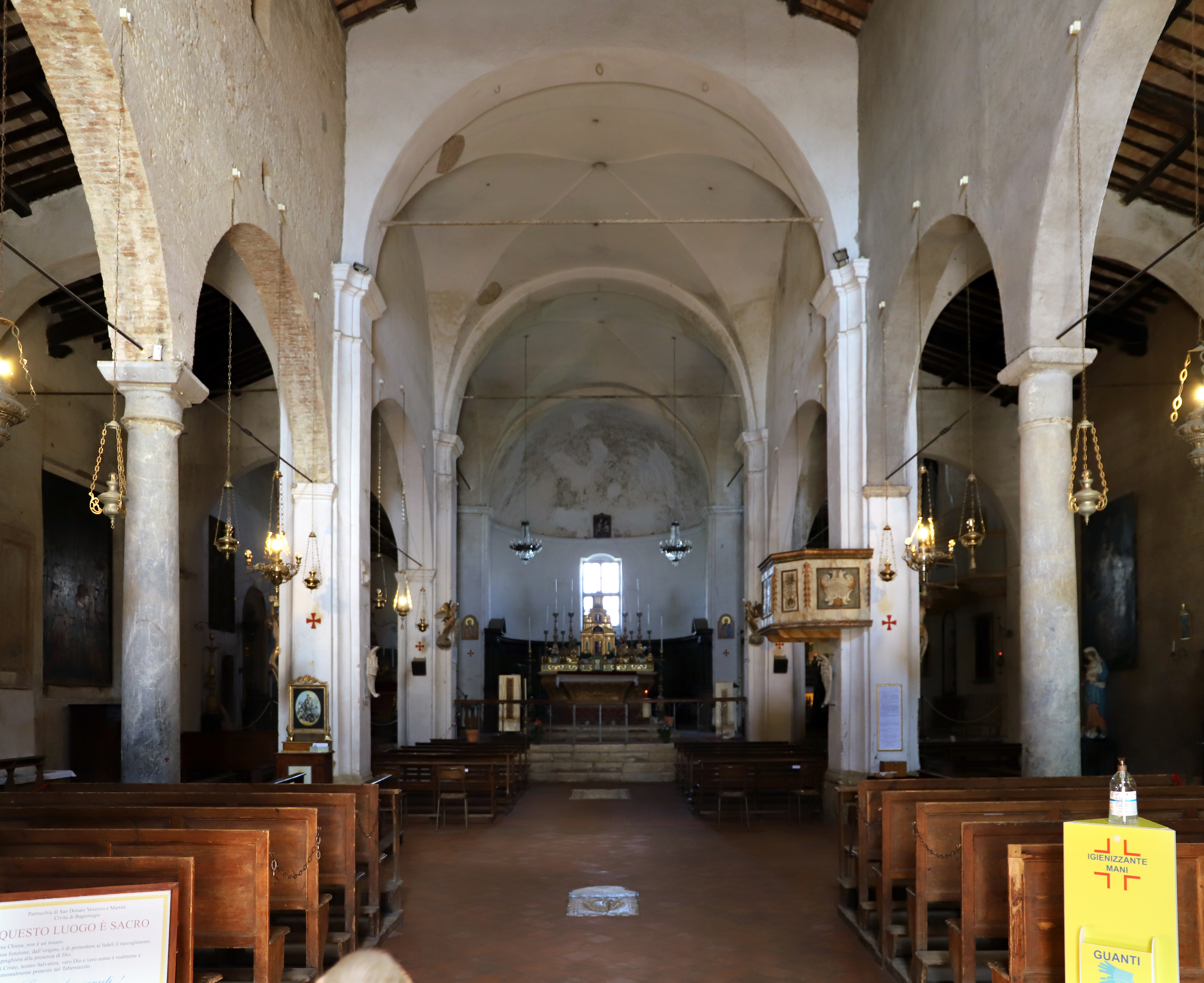
Vista do interior

A igreja, originalmente românica, tem planta de três naves, com fachada renascentista. O campanário é uma torre e na sua base existem dois sarcófagos etruscos em pedra basáltica. No interior há um afresco da escola de Pinturicchio e um crucifixo de madeira do século XV da escola de Donatello.